# Speed metal
Lo speed metal è un sottogenere dell'heavy metal nato verso i primi anni ottanta.
La definizione del genere non è materia condivisa, in quanto alcuni critici lo ritengono semplicemente un sinonimo di thrash metal, mentre altri lo considerano un genere derivato dal New Wave of British Heavy Metal (NWOBHM) e precursore sia del thrash metal che del power metal.

## Storia

### Origini
Sebbene il pieno sviluppo dello speed metal sia avvenuto nei primi anni ottanta, alcuni critici riconobbero in alcuni gruppi britannici degli anni settanta i primi accenni di questo genere. Ad esempio nel brano Stone Cold Crazy dei Queen, tratto dall'album Sheer Heart Attack; nell'album degli Sweet Sweet Fanny Adams del 1974, in brani come "Set Me Free" (non a caso rivisitata in seguito da artisti heavy metal come i Saxon, Vince Neil o Heathen) o la title track "Sweet F.A.".
I Judas Priest (nell'album Stained Class del 1978) e i coevi Motörhead (per via della loro forte affinità con il punk) sono inoltre accreditati come coloro che crearono lo speed metal già sul finire degli anni settanta.

### Lo sviluppo
La vera e propria creazione del genere risale, tuttavia, all'inizio degli anni 1980 e si colloca negli Stati Uniti, precisamente nella città di Los Angeles (California), dove si sviluppò contemporaneamente a un altro stile musicale, il thrash metal. Fra i primi esponenti dello speed/thrash vi furono i Metallica, che esordirono nel 1983 con il disco Kill 'Em All. Tra gli altri gruppi cardine della scena di Los Angeles, vanno citati Megadeth, Slayer e Suicidal Tendencies. Oltre a Los Angeles, la scena speed trovò in seguito un forte sviluppo anche in un'altra città californiana, San Francisco. Tra i maggiori esponenti di quest'area si possono citare Death Angel, Exodus, Vicious Rumors, e Testament. Furono anche altre le aree nel quale si diffuse il genere: Anthrax e White Zombie provenivano da New York, mentre i canadesi Exciter, contribuirono a fondare il genere con l'album Heavy Metal Maniac (1983). A rappresentare la seconda generazione speed-metal furono anche due band dell'Arizona quali Flotsam & Jetsam e Sacred Reich.
Già dal primo periodo, lo speed metal divenne la forma di heavy metal più popolare all'interno della scena underground americana. Ispirato dalla NWOBHM e dall'hardcore punk, questo genere era estremamente veloce, abrasivo, e tecnicamente più sviluppato; le band suonavano più veloce, ma il loro approccio era pulito e preciso. In questo senso, lo speed metal rimase sempre fedele a quelle che erano le radici dell'heavy metal, nonostante subisse l'influenza di un genere esterno come l'hardcore punk. Ciò che il genere prese in prestito dall'hardcore, erano i tempi veloci e ribelli, ma anche l'attitudine "Do It Yourself". L'unione tra la musica heavy metal e l'hardcore punk era stata favorita dal fatto che entrambe le scene musicali avevano trovato un ampio sviluppo in contemporanea e nella stessa area, ovvero nella Los Angeles dei primi anni ottanta. Lo speed presto si evolse nel thrash metal, genere più duttile.
In un certo senso, questo genere si contrapponeva all'attitudine dell'heavy metal classico, caratterizzata da aspetti arroganti, sessisti e maschilisti. Questa nuova ondata di heavy metal sorse in contrasto anche con il pop metal che dominò le classifiche durante gli anni ottanta, in particolare con la scena glam, e le alquanto diffuse tendenze sessiste, ed esibizioniste, sostenendo al contrario tematiche più orientate sul sociale, proponendosi come un genere più maturo. Nonostante l'avversione verso l'heavy metal dichiaratamente commerciale, anche questa scena riuscì ad ottenere un elevato successo con svariati dischi di platino, benché non avesse goduto di un grande supporto da parte dei media, delle radio o di MTV.

## Significato
I termini speed metal e thrash metal sono spesso considerati sinonimi, o tesi a identificare la stessa tipologia di gruppi e di sonorità. Proprio per questo motivo, il genere viene identificato anche come "thrash/speed metal". In realtà va precisato che il termine speed metal indicava all'inizio anche le prime band thrash metal, ancora prima che quest'ultimo termine venisse diffuso. A questo proposito, Eric Peterson, chitarrista dei Testament, ricorda che il suo gruppo, come gli altri della stessa corrente, non venivano in origine etichettati come thrash metal:
(Eric Peterson)
Neil Turbin, il primo cantante degli Anthrax, confermò questo fatto quando in un'intervista al sito Metal Sludge affermò:
(Neil Turbin)
Turbin sostenne anche che l'origine del termine thrash risale a quando gli Anthrax incisero il brano Metal Thrashing Mad contenuto nel loro album di debutto Fistful of Metal del 1984.
In ogni caso, alcune fonti sostengono che speed e thrash, seppure imparentati, siano da considerarsi due generi distinti. Secondo AllMusic: "Con la sua durezza e la sua tecnica, lo speed presto si evolse nel thrash metal, che permise una maggior varietà e libertà in termini di tempo, e abilità esecutiva", mentre secondo Ondarock: "i Metallica istituzionalizzano il thrash metal (che si distingue dallo speed per sonorità meno acute e veloci, nonché più dilatate ed epiche; si guardi i tempi dei brani: se lo speed è un'applicazione al metal dell'hardcore, il thrash è un'applicazione al medesimo del noise dei Velvet Underground". Il termine speed metal, inoltre, viene applicato anche ad artisti non direttamente collegati allo stile thrash, ma caratterizzati da sonorità veloci e spedite. In particolare, sono stati frequentemente etichettati come speed gruppi di metal classico come i summenzionati Motörhead, nonché diverse band power metal sorte negli anni 1980 (gli Helloween, in particolare, sono stati definiti "melodic speed metal").